# نانه جایسالمر
نانه جایسالمر (به هندی: Nanhe Jaisalmer) فیلمی محصول سال ۲۰۰۷ و به کارگردانی سمیر کارنیک است. در این فیلم بازیگرانی همچون بابی دئول، دویج یاداو، شارات ساکسنا، واتسال شتس ایفای نقش کرده‌اند.